# Генріх Клапдор
Генріх Клапдор (нім. Heinrich Klapdor; 6 липня 1914, Дюссельдорф — 7 жовтня 1988) — німецький офіцер-підводник, оберлейтенант-цур-зее крігсмаріне (1 вересня 1943).

## Біографія
З 16 вересня 1943 по 31 березня 1944 і з червня по 20 серпня 1944 року — командир підводного човна U-9, на якому здійснив 5 походів (разом 109 днів у морі), з 16 лютого по 8 травня 1945 року — U-2538.

## Нагороди
- Залізний хрест 2-го і 1-го класу